# Goldgelber Langschwanzmakak
Der Goldgelbe Langschwanzmakak (Macaca fascicularis aurea) ist eine Unterart des Langschwanzmakaken, die an der Küste des westlichen, festländischen Südostasiens zur Andamanensee vorkommt. Das Verbreitungsgebiet reicht von Teknaf Upazila im südöstlichen Bangladesch im Nordwesten über das südliche Myanmar bis zur nördlichen Malaiischen Halbinsel westlich des Tenasserim-Gebirges im Südosten und umfasst auch den Mergui-Archipel.

## Merkmale
Der Goldgelbe Langschwanzmakak ist von der Nominatform des Langschwanzmakaken nicht leicht zu unterscheiden und teilt dessen allgemeine Merkmale, wie die Körpergröße und den für Makaken relativ langen Schwanz. Das Fell ist in der Regel aber etwas dunkler als bei Macaca f. fascicularis, das Gesicht, die Haare auf der Kopfoberseite und auf dem Rücken sind weniger gelblich, der Schwanz ist etwas kürzer, die Hände sind schmaler, der dritte Finger ist kürzer und das Gesicht ist länger. Im Unterschied zu Macaca f. fascicularis bilden die Haare in der Mitte der Kopfoberseite bei Macaca f. aurea keinen Kamm.

## Lebensraum, Ernährung und Werkzeuggebrauch
Der Goldgelbe Langschwanzmakak lebt küstennah in Mangroven, Sumpfwäldern und an Flussufern. Die Affen sind Allesfresser, die sich von Früchten, Blättern und Wirbellosen (Schnecken, Muscheln, Insekten und Krebstieren) ernähren. Sie benutzen Steine, um Nüsse, Muscheln, Schnecken und hartschalige Krebstiere zu öffnen, um an das nahrhafte Innere zu kommen.
Forscher vom Max-Planck-Institut für evolutionäre Anthropologie in Leipzig haben festgestellt, dass die Makaken im thailändischen Nationalpark Ao Phang-nga ähnliche Ansammlungen von Steinartefakten hinterlassen wie die altsteinzeitliche Oldowan-Kultur in Tansania, Kenia und Äthiopien. Allerdings stellen die Makaken diese Werkzeuge offenbar unbeabsichtigt her, während die Oldowan-Menschen sie gezielt produzierten. Die Makaken verwenden Steinwerkzeuge, um Nüsse zu verarbeiten und Zugang zu verschiedenen Schalentieren zu erhalten. Die Forscher sammelten 1.119 Steinartefakte von nüsseknackenden Makaken an 40 verschiedenen Stellen auf der thailändischen Insel Ya Noi und verglichen diese mit Fundstücken der Oldowan-Kultur. Dabei stellten sie fest, dass sich in manchen Fällen Makaken- und Oldowan-Artefakte stärker ähnelten als zwei verschiedene Oldowan-Artefakte untereinander.

## Systematik
Der Goldgelbe Langschwanzmakak wurde 1831 durch den französischen Zoologen Isidore Geoffroy Saint-Hilaire unter der Bezeichnung Macacus aureus als eigenständige Art beschrieben. Später wurde er dem Langschwanzmakaken (Macaca fascicularis) als Unterart zugeordnet und aureus wurde zu aurea, da Bernard Germain Lacépède 1799 für die Gattung der Makaken die Bezeichnung Macaca eingeführt hatte.
Genetisch unterscheidet sich M. f. aurea eindeutig von M. f. fascicularis, der Nominatform des Langschwanzmakaken. Während das nur über die männlichen Linie weitergegebene Y-Chromosom von M. f. aurea in den phylogenetischen und Haplotyp-Analysen mit denen von M. f. fascicularis geclustert ist, liegt seine mitochondriale DNA, die nur in der weiblichen Linie vererbt wird, innerhalb der Klade der sinica-Artengruppe, zu der verschiedene Makakenarten aus Indien und dem Himalaya gehören. Hybridisierungen und Introgression könnten zentral in der Evolution von M. f. aurea gewesen sein, ähnlich wie bei der Evolution anderer Makakenarten und -unterarten. Diese Hybridisierungen mit einer Population der sinica-Artengruppe fanden wahrscheinlich vor 2,5 bis 0,95 Millionen Jahren statt.
Im nordöstlichen Teil der Malaiischen Halbinsel, östlich des Tenasserim-Gebirges und am Isthmus von Kra kommen Hybriden zwischen Macaca fascicularis aurea und Macaca fascicularis fascicularis, der Nominatform des Langschwanzmakaken, vor.

## Gefährdung
Die IUCN gibt für den Goldgelben Langschwanzmakaken keine Gefährdungsstufen an, da zu wenig Daten vorliegen. Eine Ursache für eine potentielle Gefährdung ist der Bau von immer mehr Aquakulturen zur Garnelenzucht in seinem Verbreitungsgebiet.

## Belege
1. 1 2  
Srichan Bunlungsup, Hiroo Imai, Yuzuru Hamada, Michael D Gumert, Aye Mi San, Suchinda Malaivijitnond:  Morphological characteristics and genetic diversity of Burmese long-tailed Macaques (Macaca fascicularis aurea). American Journal of Primatology, April 2016, 78(4):441-455. doi: 10.1002/ajp.22512
2. 1 2 3  
Poompat Phadphon, Sree Kanthaswamy, Robert F. Oldt, Yuzuru Hamada, Suchinda Malaivijitnond: Population Structure of Macaca fascicularis aurea, and their Genetic Relationships with M. f. fascicularis and M. mulatta Determined by 868 RADseq-Derived Autosomal SNPs—A consideration for biomedical research. Journal of medical Primatology, November 2021 doi: 10.1111/jmp.12554
3. ↑  
D. Zinner, G. H. Fickenscher & C. Roos: Family Cercopithecidae (Old World monkeys). S. 644–645 in Russell A. Mittermeier, Anthony B. Rylands & Don E. Wilson: Handbook of the Mammals of the World: Primates: 3. ISBN 978-8496553897.
4. ↑  
Michael Haslam, Michael D. Gumert, Dora Biro, Susana Carvalho, Suchinda Malaivijitnond: Use-Wear Patterns on Wild Macaque Stone Tools Reveal Their Behavioural History. PLoS ONE 8(8): e72872, doi:10.1371/journal.pone.0072872 (englisch).
5. ↑  
Michael Haslam et al. Archaeological excavation of wild macaque stone tools. Journal of Human Evolution, May 30, 2016; doi:10.1016/j.jhevol.2016.05.002 (englisch).
6. ↑  Elena Bernard: Affen stellen unabsichtlich Steinwerkzeuge her. In: damals.de. 10. März 2023, abgerufen am 10. März 2023.
7. 1 2  
Ong, P. & Richardson, M. 2020. Macaca fascicularis ssp. aurea. The IUCN Red List of Threatened Species 2020: e.T39770A195342602. doi: 10.2305/IUCN.UK.2020-3.RLTS.T39770A195342602.en
8. ↑  
Ben J. Evans, Marie-Theres Gansauge, Matthew W. Tocheri, Michael A. Schillaci, Thomas Sutikna, Jatmikoe, E. Wahyu Saptomo, Amy Klegarth, Anthony J. Tosi, Don J. Melnick, Matthias Meyer: Mitogenomics of macaques (Macaca) across Wallace's Line in the context of modern human dispersals. Journal of Human Evolution, Band 146, September 2020, 102852, doi: 10.1016/j.jhevol.2020.102852
9. 1 2  
Kazunari Matsudaira, Yuzuru Hamada, Srichan Bunlungsup, Takafumi Ishida, Aye Mi San u. Suchinda Malaivijitnond: Whole Mitochondrial Genomic and Y-Chromosomal Phylogenies of Burmese Long-Tailed Macaque (Macaca fascicularis aurea) Suggest Ancient Hybridization between fascicularis and sinica Species Groups. November 2017, The Journal of heredity 109(4), DOI:10.1093/jhered/esx108